# 苏茂相
苏茂相（1567年—1630年），字弘家，号石水，福建泉州府晉江縣人。明朝政治人物。

## 生平
御史蘇士潤之侄。万历十九年（1591年）辛卯科福建乡试第二十二名举人，二十年（1592年）联捷壬辰科二甲十二名进士，年二十六歲，工部觀政，八月授户部主事，二十二年差管九江鈔關，二十四年差管明智坊草场。出使山东時见到饥民，以赈恤请，有人說他管太多，茂相說：“饥溺由己，岂异人任耶。”万历二十五年丁酉（1597年）升员外郎，典试贵州，本年升郎中，养病。二十八年補原职，本年出京为彰德府知府，三十一年丁母憂。三十四年起升江西副使，次年十月督学江西，与汤显祖交游。因與長官理念不合，三十六年九月致仕，家居十年，孝亲友弟。
萬曆四十二年（1614年）起為南京尚宝司卿，四十六年七月升太仆寺少卿，十月兼摄東西路印烙。
泰昌元年（1620年）升提督軍務巡撫浙江等處地方、都察院右僉都御史。二年十月升户部右侍郎兼都察院右佥都御史、总督漕运提督军务巡抚凤阳等处地方，未上任丁父憂去職。天啓五年八月起为南京刑部右侍郎，六月改任户部右侍郎、总督漕运巡抚凤阳等处地方，为魏忠贤建造生祠，将生祠建于凤阳皇陵之次，加升户部左侍郎，天启六年閏六月，升總督倉場户部尚書。天启七年（1627年）八月叙宁錦功，加太子太保，尋加太子太傅，秋十一月，改任刑部尚书。崇祯帝以苏茂相、曹思诚、潘士良三人為三司法，下令清查閹黨，苏茂相在清查閹黨逆案时百般庇护。崇祯元年（1628年）春加太傅致仕，旋以老病乞归泉州。帝颜其堂曰‘赐美’。三年春卒。墓在晋江二十一都御辇乡。著有《皇明名臣类编》、《临民宝镜》、《读史咏言》等。

## 家族
曾祖蘇春。祖父蘇璟，以子蘇士潤貴封江西道御史。父蘇士潜（1542年-1622年），字惟思，號仲斋，封右佥都御史，贈太子太傅户部尚書。母黄氏（1549年-1603年），贈恭人。弟茂櫆、茂楨、茂根、茂彬、茂杓（舉人）。